# Border collie
Border collie[Nota] (em tradução livre "collie da fronteira") é uma raça canina do tipo collie desenvolvida na região da fronteira anglo-escocesa na Grã-Bretanha para o trabalho de pastorear gado ovino.
Popular em seu país de origem, é considerada a raça de cães mais inteligente, de acordo com o livro de Stanley Coren, A Inteligência dos Cães de 1995.
Criada para o pastoreio, essa raça é relativamente recente, com pouco mais de cem anos desde que foi estabelecido o seu padrão. Apesar disso, sua origem não é precisa e a justificativa é a de que seus ancestrais já atuavam como pastores de rebanhos no século XVI. Sua aparência física considerada rústica é o resultado da preocupação com a sua função pastora, atingida ao longo de cruzamentos seletivos.

## Aparência
No geral,  border collies  são cães de tamanho médio. Sua pelagem dupla vem em várias cores, embora o bicolor preto e branco seja o mais comum e tradicional. A coloração de seu pelo pode variar também com tricolor preto (preto-castanho-branco), e tricolor vermelho (vermelho fígado-castanho-branco). A cor dos olhos varia de castanho a azul, e ocasionalmente acontecem casos de heterocromia, o que é permitido no padrão oficial em especial em cães merle. As  orelhas também podem ter várias formas: algumas são totalmente eretas, enquanto outras são semi-eretas ou caídas. Sua altura varia conforme o sexo do animal: 48 cm a 56 cm na cernelha para os machos,  e 46 a 56 cm para as fêmeas, as quais são ligeiramente menores que os machos.
São aceitas todas as cores de acordo com padrão oficial da raça, inclusive o merlee apesar do preto ser bastante comum podem acontecer casos em que o branco é predominante na pelagem.

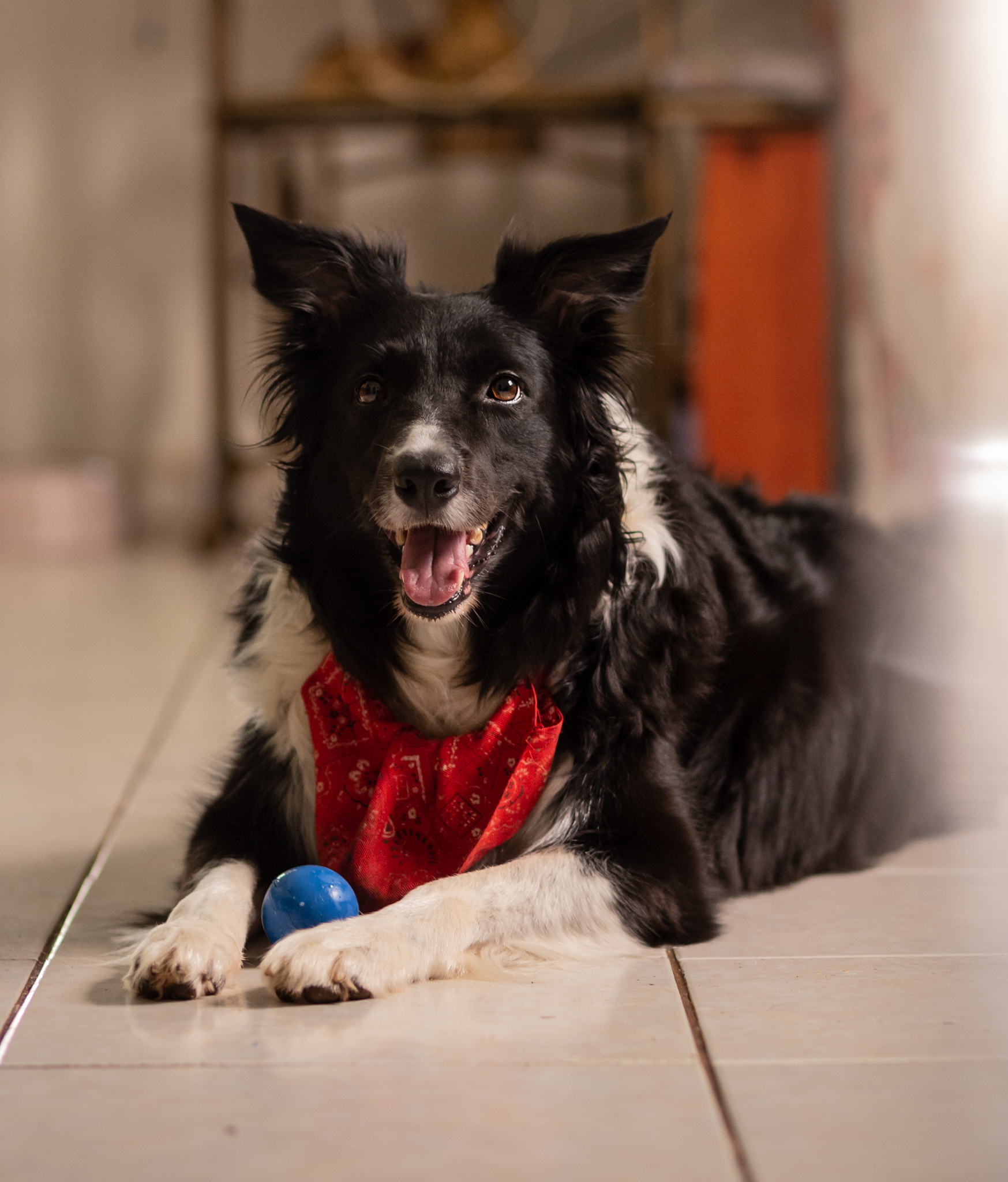
Lady @bordercollie.lady

## Temperamento

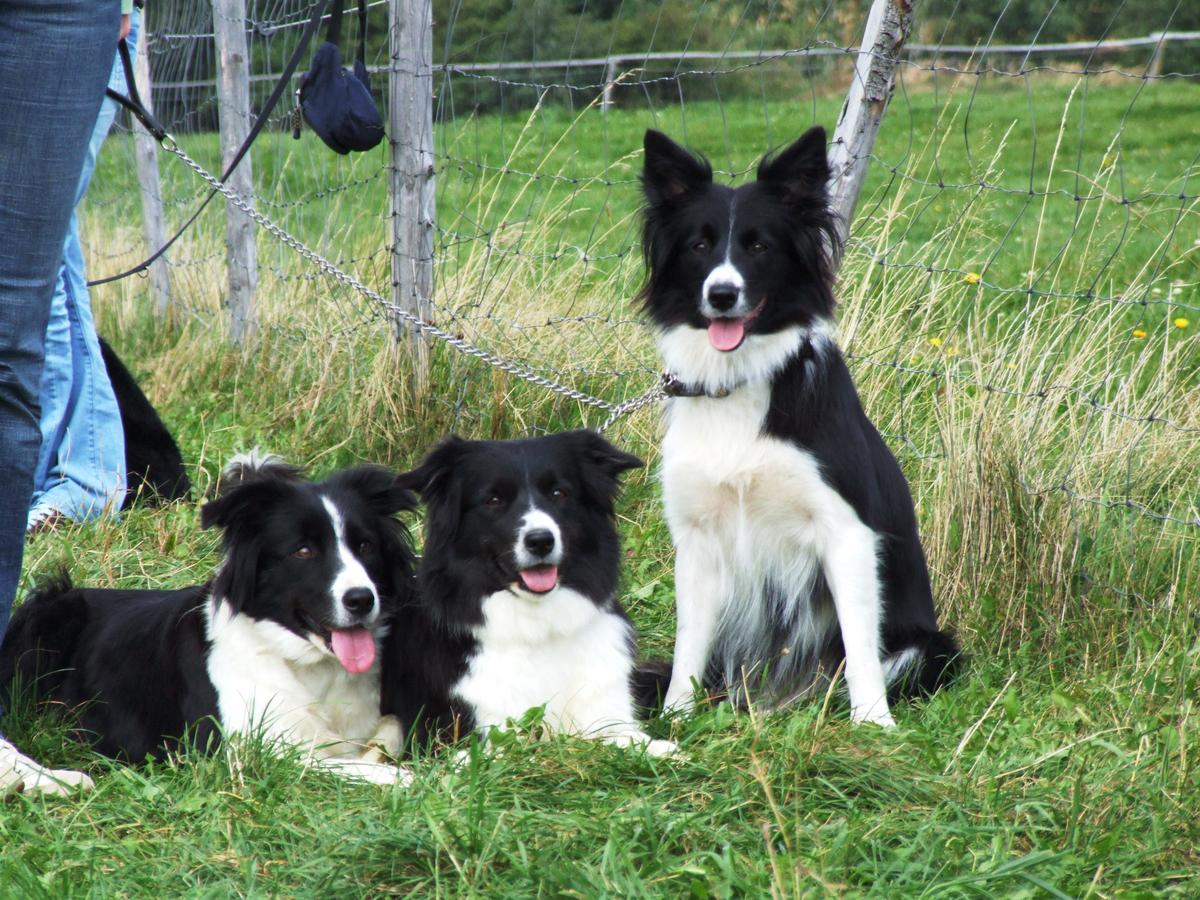
Border deitado na grama

O Border collie precisa de exercícios físicos diários e estimulação mental, devido a sua grande energia, impulso de caça e grande necessidade de trabalhar. É considerada uma das raças mais inteligentes de cães. Em janeiro de 2011, uma pesquisa mostrou que essa raça pode aprender 1.022 palavras e ações. Os Border collies frequentemente participam e se destacam em eventos de pastoreio, competições de obediência, agility, rally e rastreamento, além de esportes como disco e flyball.